# Sekundomer
Sekundomer (Секундомер) è un film del 1970 diretto da Rezo Parmenovič Ėsadze.